# 約翰·富勒

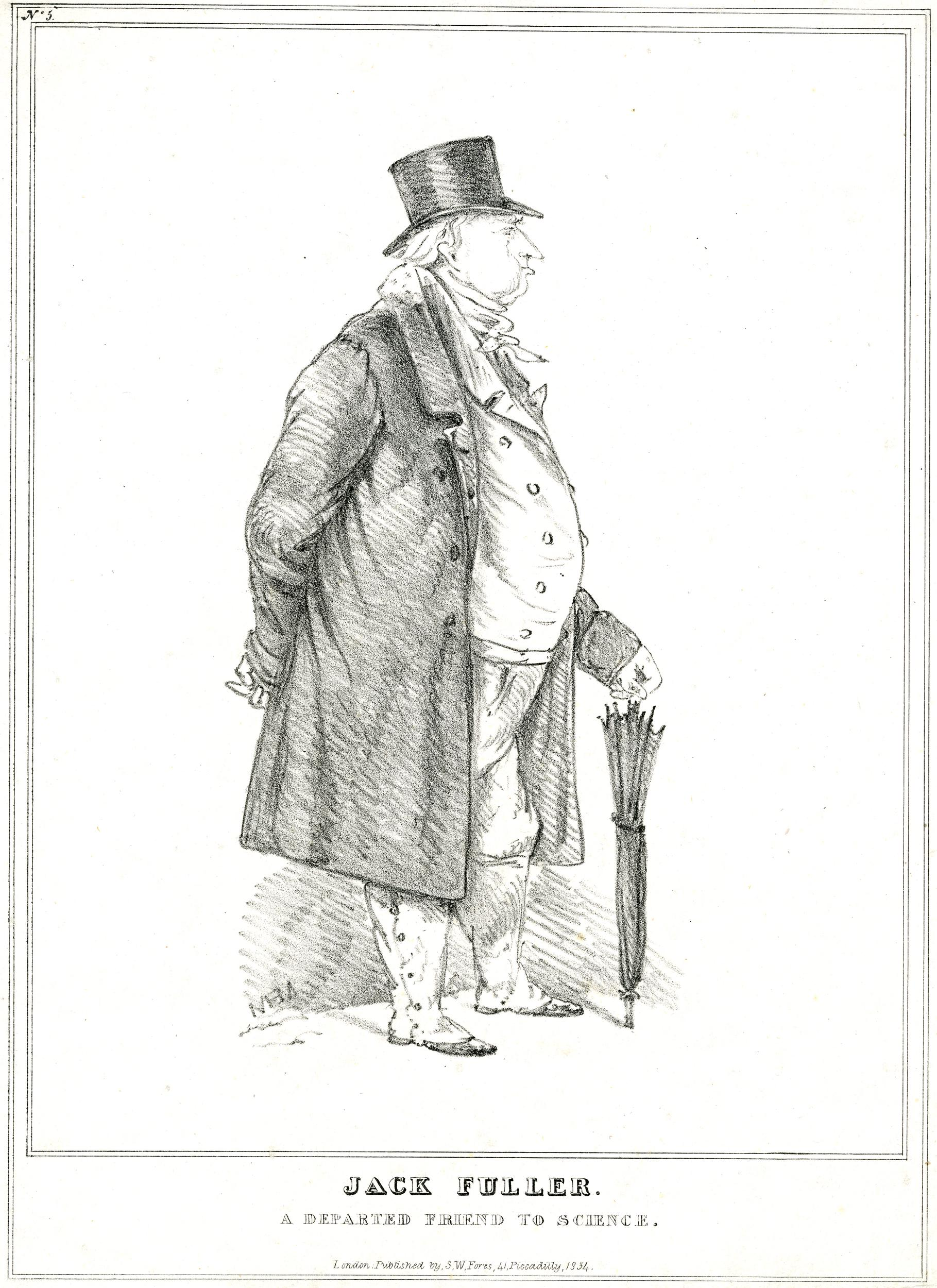
約翰·富勒

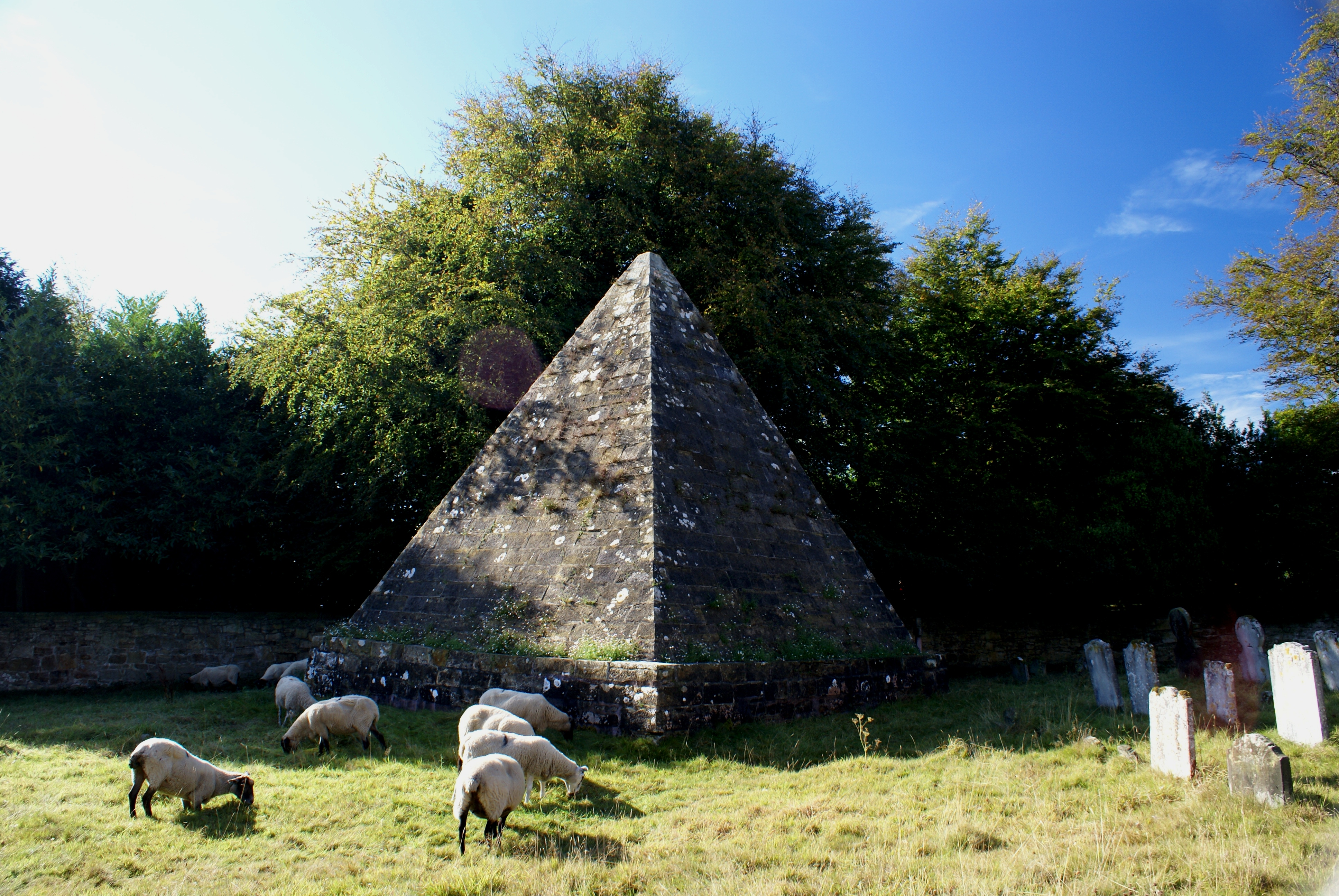
「瘋狂傑克」就長眠在這座金字塔裡

約翰·富勒（John Fuller，1757年2月20日—1834年4月11日）常被暱稱為約翰·「瘋狂傑克」·富勒（John 'Mad Jack' Fuller），是麥可·法拉第的贊助者兼顧問。富勒1833年在英国皇家科学研究所裡創立了富勒化学教授這個職位，并让法拉第成为首位富勒化学教授；次年，他又设立了富勒生理学教授這個職位。
富勒也是名慈善家，經常贊助藝術和科學界的各項活動，還買了許多畫作。他還認為即使是奴役也要有法律對他們人權的保障。
富勒死後被葬在小村莊布賴特林一間教堂旁的墓園，其陵墓的外觀酷似金字塔。